# Особняк Гайрабетовых
Особняк Гайрабетовых (Дом Искидарова) — здание в Ростове-на-Дону, расположенное на площади Свободы. Дом был построен в 1880 году. Изначально принадлежал родственникам купца Карпа Гайрабетова. В начале XX века здание приобрёл фабрикант Марк Искидаров. С 2011 года в особняке располагается Музей русско-армянской дружбы. Особняк Гайрабетовых имеет статус объекта культурного наследия регионального значения.

## История
Особняк был построен в 1880 году на средства наследников купца Карпа Гайрабетова в городе Нахичевани-на-Дону (ныне в составе Пролетарского района Ростова-на-Дону). В начале XX века особняк приобрёл фабрикант, директор Нахичеванского городского общественного банка Марк Искидаров, который реконструировал здание.
В 1920 году здание было национализировано. Там разместилась Нахичеванская художественная школа имени Врубеля, основанная писательницей Мариэттой Шагинян и её сестрой Магдалиной. В конце 1920-х годов на первом этаже особняка располагалась городская библиотека имени Пушкина, а на втором — пионерский клуб. В годы Великой Отечественной войны частично пострадала крыша здания и детали фасада. В 1947 году здание было передано библиотеке В 1950-х годах был разобран большой балкон-навес перекрывавший всю ширину тротуара у главного входа. К концу 2000-х годов здание находилось в плохом состоянии и нуждалось в ремонте.
В 2007 году храм Сурб Хач был возвращён Армянской Церкви. Музей русско-армянской дружбы, находившийся там ранее, был перенесён в особняк Гайрабетовых. В здании начался ремонт, который завершился в 2011 году. 25 ноября 2011 года Музей русско-армянской дружбы был вновь открыт.

## Архитектура и оформление
Двухэтажный кирпичный особняк имеет Г-образную конфигурацию в плане. В архитектуре и оформлении фасадов здания сочетаются элементы разных стилей. Мраморная отделка, железобетонные конструкции, большие окна на первом этаже типичны для модерна. Сложная ритмическая структура фасада характерна для классицизма.
Раскреповки фасадов завершены антаблементом и аттиками. Северный угол особняка первоначально был акцентирован куполом (ныне утрачен). Центральную часть фасада, выходящего на площадь Свободы, украшает эркер. Оконные проёмы второго этажа имеют полуциркульные завершения. Над входом устроен большой балкон на ажурных литых стойках. Фасад украшают пилястры ионического ордера, лепнина и декоративная штукатурка.

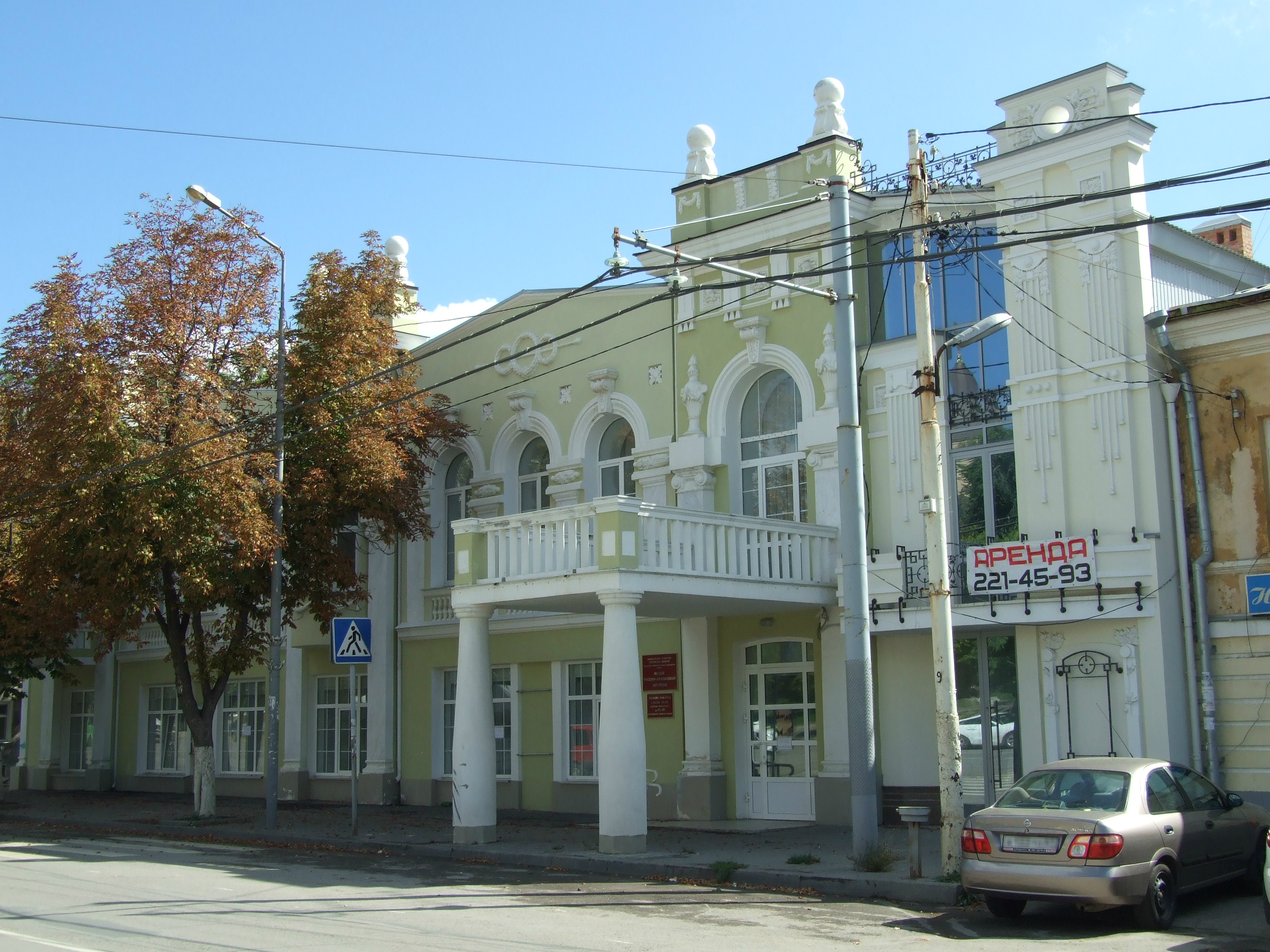
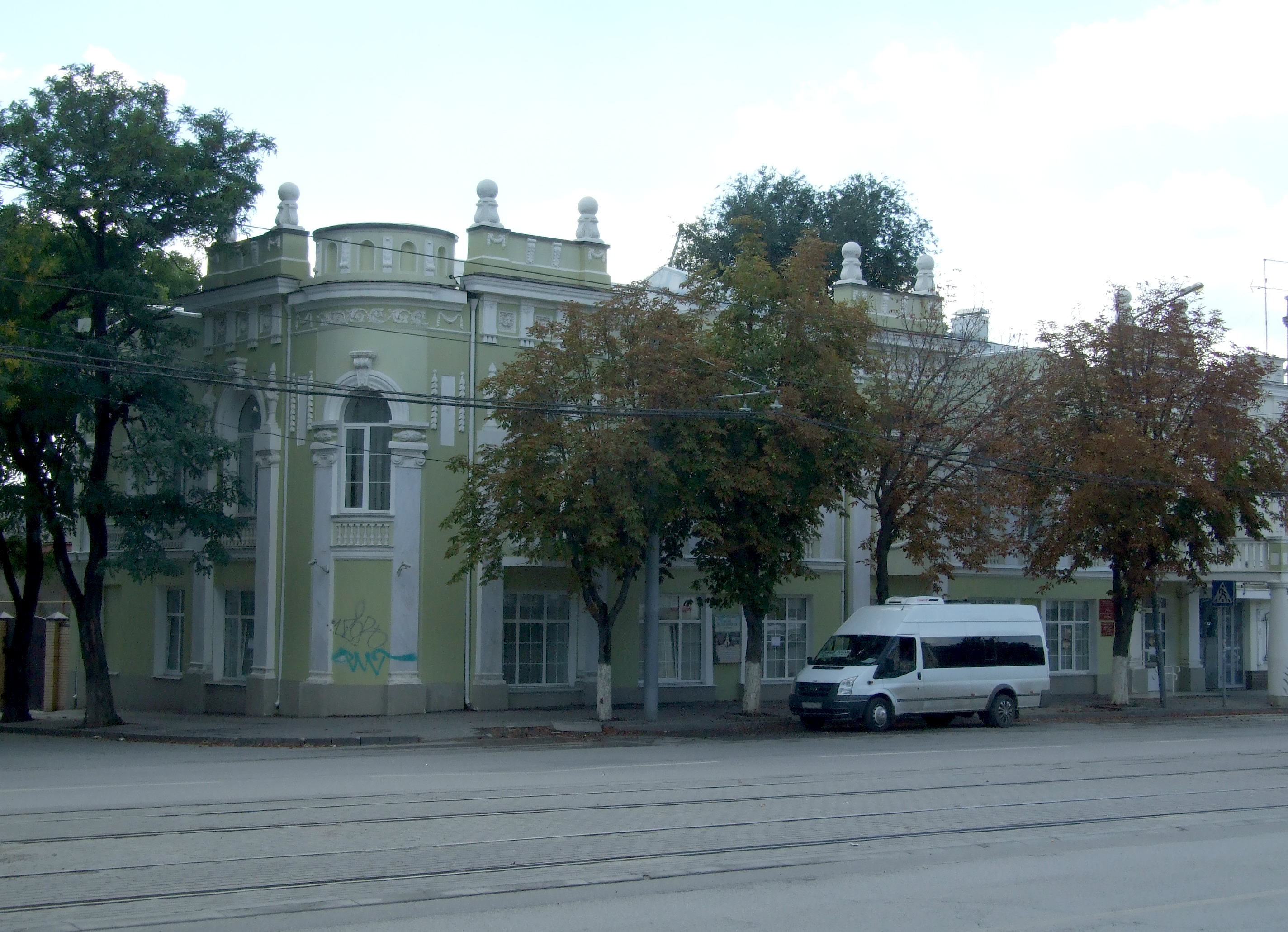